# Мустафа бен Галім
Мустафа Ахмед бен Галім (араб. مصطفى احمد بن حليم; нар. 29 січня 1921 — 7 грудня 2021) — лівійський політик і бізнесмен, котрий обіймав міністерські посади в уряді Об'єднаного Лівійського королівства у 1953-1960 роках, Прем'єр-міністр країни з 1954-го по 1957-й роки.